# 요코가와역
요코가와역(일본어: 横川駅 요코가와에키[*])은 히로시마현 히로시마시 니시구 요코가와 정 3정목에 있는 JR서일본과 히로시마 전철의 역이다.
승차권에는 신에쓰 본선에 있는 요코카와역과 한자 표기가 같아 구별하기 위해 "(陽)横川"로 표기하고 있다.

## 이용 가능한 철도 노선
- 서일본 여객철도
  - 산요 본선
  - 가베 선※선로 명칭상은 당역이 기점역이지만, 운전 계통상은 근처의 히로시마역을 기점으로 하고 있다.
- 히로시마 전철
  - 요코가와 선※계통상 7호선·8호선도 운행한다.

## 역 구조

### JR 요코가와 역
섬식 승강장 2면 4선과 단식 승강장 1면 1선을 합해 3면 5선을 가지는 지상역이다. 역사는 남쪽과 북측에 있다. 2003년 완공된 남쪽 출입구의 역사는 지상에, 1949년에 완공된 뒤 2003년에 재개장한 북쪽 출입구의 역사는 고가 밑에 있다. 중앙 광장에는 개찰구와 녹색 창구가 남쪽 출입구(5：30 - 23：00)·북쪽 출입구(5：30 - 23：50)에 있다. 또, 데일리 인(철도 역사 내의 편의점)도 있다. 중앙 광장으로부터 각 승강장에는 엘리베이터가 설치되어 있다. ICOCA가 이용 가능하다. JR의 시내 제도에 있어서의 「히로시마 시내」의 역이다.
승강장
| 1 | ■산요 본선（하행） | 미야지마구치・이와구니・도쿠야마 방면                  |                                |
| 2 | ■산요 본선         | （다이어 이상시의 예비 승강장)                         | （다이어 이상시의 예비 승강장) |
| 3 | ■산요 본선（상행） | 히로시마・사이조・미하라 방면 （구레선 직통）구레 방면 | （이와구니 방면에서）          |
| 4 | ■가베 선（하행）   | 오마치・미도리이・가베 방면                            |                                |
| 5 | ■가베 선（상행）   | 히로시마・사이조・미하라 방면 （구레선 직통）구레 방면 | （가베 방면에서）              |

- 역 구내에는 일본 최초의 버스(재현차)와 거기에 관한 전시가 있다.
- 이전에는 2·3 번선 승장장과 4·5 번선 승강장 사이에 요코가와 전철구의 선로가 있었지만 현재는 철거되었다.

### 히로시마 전철 요코가와 역
JR요코가와 역 광장 내 동쪽에 있다. 비오는 날이라도 젖지 않고 JR요코가와 역에 환승을 할 수 있도록 이쪽도 지붕이 있다. 양 승강장 모두 7호선 히로덴 본사 앞행 및 8호선 에바행 전철이 정차한다. 이것은 1개의 열차가 요코가와 역 전차 정류장을 경계로 7호선과 8호선을 교대로 운전하는 것(일반적으로 삼각 운용으로 불리고 있다)이기 때문이다(일부 시간대 제외). 또한 평일의 아침의 1편만 7호선이 히로덴 본사 앞행을 연장해 히로시마 항행이 된다. 히로시마 항발 요코가와 역행은 없다. 요코가와 역 전차 정류장에는 대부분의 경우 1차량만이 노선 연장하고 있지만, 전술의 히로시마 항행 등 출퇴근 시간에는 연접차의 노선연장도 설정되어 있다. 출근시간에는 관계자가 안내를 하지만, 히로시마역처럼 이동식 운임상자로의 집찰 업무는 없다. 단, 히로시마 플라워 페스티벌 개최시에는 집찰원이 나와 있다.

### 운행 노선
■7호선　히로덴 본사 앞 방면
■8호선　에바 방면

## 이용 상황
2007년도의 승차 인원은 1일 평균 17,168명(히로시마 시 통계). 이것은 히로시마현에서는 제 3위, 주고쿠 지방 전체에서도 신칸센 「노조미(=희망)」 정차역인 히로시마역, 오카야마역, 후쿠야마역에 뒤잇는 제 4위이며, 구라시키 시, 구레시, 시모노세키 시 등 40만 - 20만명 규모의 도시의 대표역보다 많다. 히로시마 현 통계연감에 의하면, 2002 - 2005년도의 승차 인원은 밑과 같다. JR의 역으로서는 히로시마시의 중심인 가미야초에 가장 가깝기 때문에 원래 통근객의 이용이 많았지만, 2003년의 히로시마 전철 7호선 운행 개시 이래 현저하게 증가의 추세가 보인다. 또, 여기가 가까운 JR역인 학교도 많다.
- 14,283명（2002년）
- 15,001명（2003년）
- 15,875명（2004년）
- 16,499명（2005년）

## 역 주변

### 남쪽 출입구
- 후레스타모르카질 요코가와
  - 프레스타 요코가와점
- 요코가와 상가
- 후타바 도서 요코가와점（제 1호 점포）
- 니시구 구민 문화 센터
  - 히로시마 시립 니시 구 도서관
- 요코가와 시네마!!
- 히로시마 은행 요코가와 지점
- 히로시마 신용금고 요코가와 지점
- 산인고도은행 요코가와 지점
- 요코가와 우체국

### 북쪽 출입구
- 히로시마 시립 미사사 소학교
- 나가사키 병원:원폭 투하시 기적적으로 경미한 손해로 끝나, 피폭자의 구호 거점으로서 기능한 것으로 알려진다.
- 모미지 은행 미사사 지점

### 버스 정류장
히로시마 지구의 버스 노선은 기본적으로 시내선(주로 구 시내(나카 구·니시 구·미나미 구 3구와 히가시 구의 일부)만을 달리는 노선)와 교외선(히로시마 버스 센터 또는 히로시마역·핫초보리와 구 시내의 밖을 묶는 노선)으로 대별되어 이것들은 버스 정류장도 따로따로 되어 있다. 요코가와 역에 있어서도 시내선은 남쪽 출입구 로터리 내, 교외선은 국도 183호에 설치되어 있다. 다만, 히로시마 역이나 니시히로시마역과 달리, 요코가와 역에서는 시내선·교외선의 별도이지 않고, 「가배 가도(국도 183호의 요코가와 이북)를 지날까 통하지 않는가」로 구별되고 있다. 즉, 가배 가도를 통하지 않는 교외선 버스는 로터리에 들어가고, 가배 가도를 지나는 시내선 버스는 로터리에 들어가지 않고 국도변에 정차 한다. 덧붙여 교외선 버스 정류장의 시내선 정류장으로서의 명칭은 상행이「요코가와 3정목」, 하행이「요코가와 1정목」이 되어 있다.
- 로터리 내 버스 정류장
  - 히로시마 전철（시내선과 교외선 중 히로시마 고속국도 4호선을 경유하는 노선)
  - 히로시마 버스（시내선）
  - 주고쿠 JR버스（교외선 중 고요 뉴타운 방면 및 동부 방면）

※상기 외 J리그 산프레체 히로시마의 경기가 있는 날에는 히로시마 빅 아치행 셔틀 버스가 발착하고 있어, 2008년 현재 빅 아치행 셔틀 버스의 유일한 발착장이 되고 있다.
- 교외 선상버스 정류장（역 동쪽, 히로시마 신용금고 요코가와 지점 정면）
  - 히로시마 버스
  - 히로시마 전철
  - 히로시마 교통
- 교외선 하행 버스 정류장（역 남쪽, 미사시 요코가와점 앞)
  - 히로시마 버스
  - 히로시마 전철
  - 히로시마 교통

## 역사

### JR요코가와 역
- 1897년 9월 25일 - 산요 철도 히로시마 - 도쿠야마간 개통시에 개업. 일반역.
- 1906년 12월 1일 - 산요 철도가 국유화되어 일본 국철의 역이 된다.
- 1909년 12월 19일 - 대일본 궤도 히로시마 시샤 선(후의 히로하마 철도선)의 요코가와 정류장이 개업.
- 1933년 4월 20일 - 히로하마 철도의 요코가와 정류장이 역으로 승격, 요코가와마치 역으로 개칭.
- 1936년 9월 1일 - 히로하마 철도가 국유화되어 일본 국철 가베 선이 된다. 요코가와마치 역을 요코가와 역에 통합.
- 1945년 8월 6일 - :원폭 투하에 의해 역사 전괴 등 큰 피해를 받는다.
- 1962년 10월 1일 - 경로 변경에 수반해 가베 선 승강장이 현재 위치에 개업.
  - 이전 전까지는 산요 본선과 가베 선을 묶는 과선교는 없고, 환승은 개찰구를 나와 가베 선 전용 개찰구로부터 들어갈 필요가 있었다.
- 1980년 9월 24일 - 차급화물의 취급을 폐지(여객역이 된다).
  - 역 서쪽 산요 본선과 가베 선에 사이에 유개차용의 차급화물 홈이 존재했다.
- 1986년 - 녹색 창구 영업 개시
- 1987년 4월 1일 - 일본 국철 분할 민영화에 의해 서일본 여객철도의 역이 된다.
- 2003년 8월 23일 - 신역사 완공.
- 2006년 4월 1일 - 북쪽 출입구를 JR니시니혼 히로시마 멘텍크에 업무 위탁.
- 2007년 5월 23일 - ICOCA 대응의 자동 개찰기 설치.
- 2007년 8월 9일 - AED(자동제세동기)를 남쪽 출입구와 북쪽 출입구에 각각 설치.
- 2007년 9월 1일 - ICOCA 도입.
- 2007년 12월 29일 - 남쪽 출입구에 녹색 매표기 설치.

### 히로시마 전철 요코가와 역 전차 정류장
- 1917년 11월 1일 - 히로시마 가스전궤(히로시마 전철의 전신) 요코가와 선 개통. 현재의 요코가와 역 부근에 요코가와역 전차 정류장, 그 앞에 미사사 전차 정류장이 설치된다.
- 1926년경 - 미사사 전차 정류장이 요코가와 전차 정류장으로 개칭.
- 1941년 7월 28일 - 요코가와 역 전차 정류장 폐지.
- 1951년 7월 19일 - 궤도를 70m 단축해 요코가와 전차 정류장을 이전.
- 2001년 11월 1일 - 요코가와 전차 정류장을 요코가와 역 전차 정류장으로 개칭.
- 2003년 3월 27일 - 현재 위치로 이전.

## 근처의 역
서일본 여객철도
■산요 본선
■쾌속 「시티 라이너」・■보통
히로시마역 - 요코가와역 - 니시히로시마역
■가베 선（히로시마 - 요코가와간은 산요 본선）
■쾌속「통근 라이너」
히로시마 역→요코가와역→아키나가쓰카역
■보통
히로시마 역 - 요코가와역 - 미타키역
히로시마 전철
요코가와 선
■7호선・■8호선
요코가와 1정목 전차 정류장 - 요코가와 역 전차 정류장